# 鶴洞駅 (ソウル特別市)
鶴洞駅（ハクトンえき）は大韓民国ソウル特別市江南区論峴洞にある、ソウル交通公社7号線の駅。駅番号は(731)。副駅名に「ナヌリ病院」が付与されている。

## 駅構造

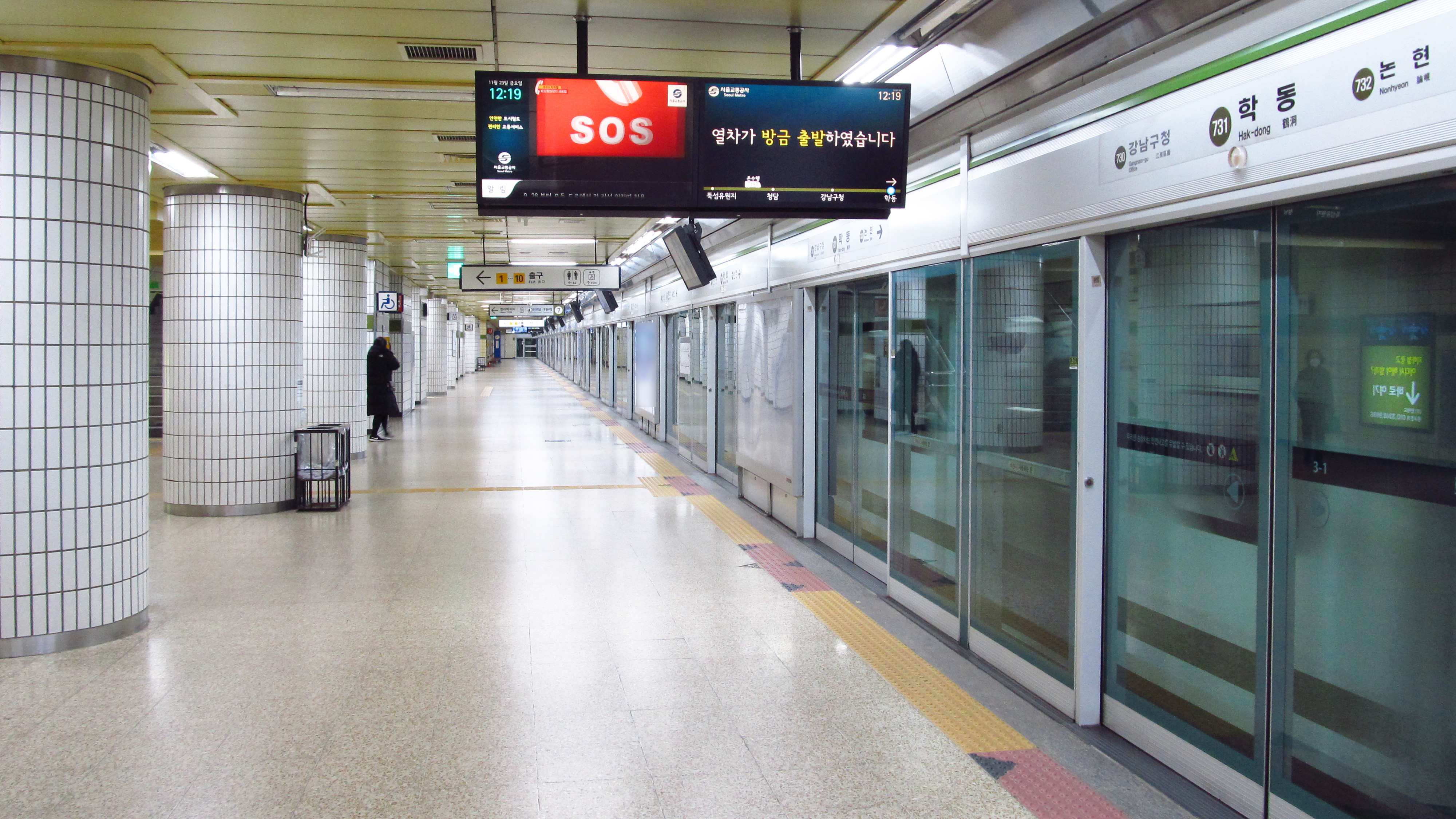
ホーム

相対式ホーム2面2線を有する地下駅で、フルスクリーンタイプのホームドアが設置されている。改札階に繋がる階段はホーム1面につき2ヶ所、エレベータは1基ずつ設置されている。
改札口は上下ホーム別々に設置されており、改札内でのホーム間の移動はできない。化粧室は改札外にある。
出入口は1番から10番までの合計10ヶ所ある。

### のりば
- 案内上ののりば番号は設定されていない。

| 上り | 7号線 | 建大入口・蘆原・道峰山・長岩方面     |
| 下り | 7号線 | 高速ターミナル・梨水・大林・温水方面 |

## 利用状況
近年の一日平均利用人員推移は下記のとおり。なお、2000年は開業日の8月1日から12月31日までの153日間の平均である。
| 路線  | 路線     | 2000年 | 2001年 | 2002年 | 2003年 | 2004年 | 2005年 | 2006年 | 2007年 | 2008年 | 2009年 | 出典  |
| ----- | -------- | ------ | ------ | ------ | ------ | ------ | ------ | ------ | ------ | ------ | ------ | ----- |
| 7号線 | 乗車人員 | 13,030 | 18,231 | 20,397 | 20,421 | 20,665 | 21,240 | 21,268 | 21,923 | 22,095 | 21,660 | [ 1 ] |
| 7号線 | 降車人員 | 14,109 | 20,342 | 23,055 | 23,202 | 23,280 | 23,888 | 23,824 | 24,665 | 24,867 | 24,512 | [ 1 ] |
| 7号線 | 乗降人員 | 27,139 | 38,573 | 43,452 | 43,623 | 43,946 | 45,127 | 45,093 | 46,588 | 46,962 | 46,172 | [ 1 ] |
| 路線  | 路線     | 2010年 | 2011年 | 2012年 | 2013年 | 2014年 | 2015年 |        |        |        |        | [ 1 ] |
| 7号線 | 乗車人員 | 23,117 | 23,960 | 24,134 | 23,789 | 23,778 | 22,956 |        |        |        |        | [ 1 ] |
| 7号線 | 降車人員 | 26,099 | 27,251 | 27,223 | 26,534 | 26,268 | 25,469 |        |        |        |        | [ 1 ] |
| 7号線 | 乗降人員 | 49,216 | 51,211 | 51,357 | 50,323 | 50,046 | 48,425 |        |        |        |        | [ 1 ] |

## 駅周辺
- ソウル江南郵便局
- チョウン病院
- インペリアルパレスホテル
- ヒルトップ観光ホテル
- ソウル地方統計庁
- 建設会館
- 江南スパ
- 論峴1洞住民センター
- 鶴洞近隣公園
- DAO按摩

## 歴史
- 2000年8月1日 - 開業。

## 隣の駅
ソウル交通公社
 7号線
江南区庁駅 (730) - 鶴洞駅 (731) - 論峴駅 (732)

## 写真

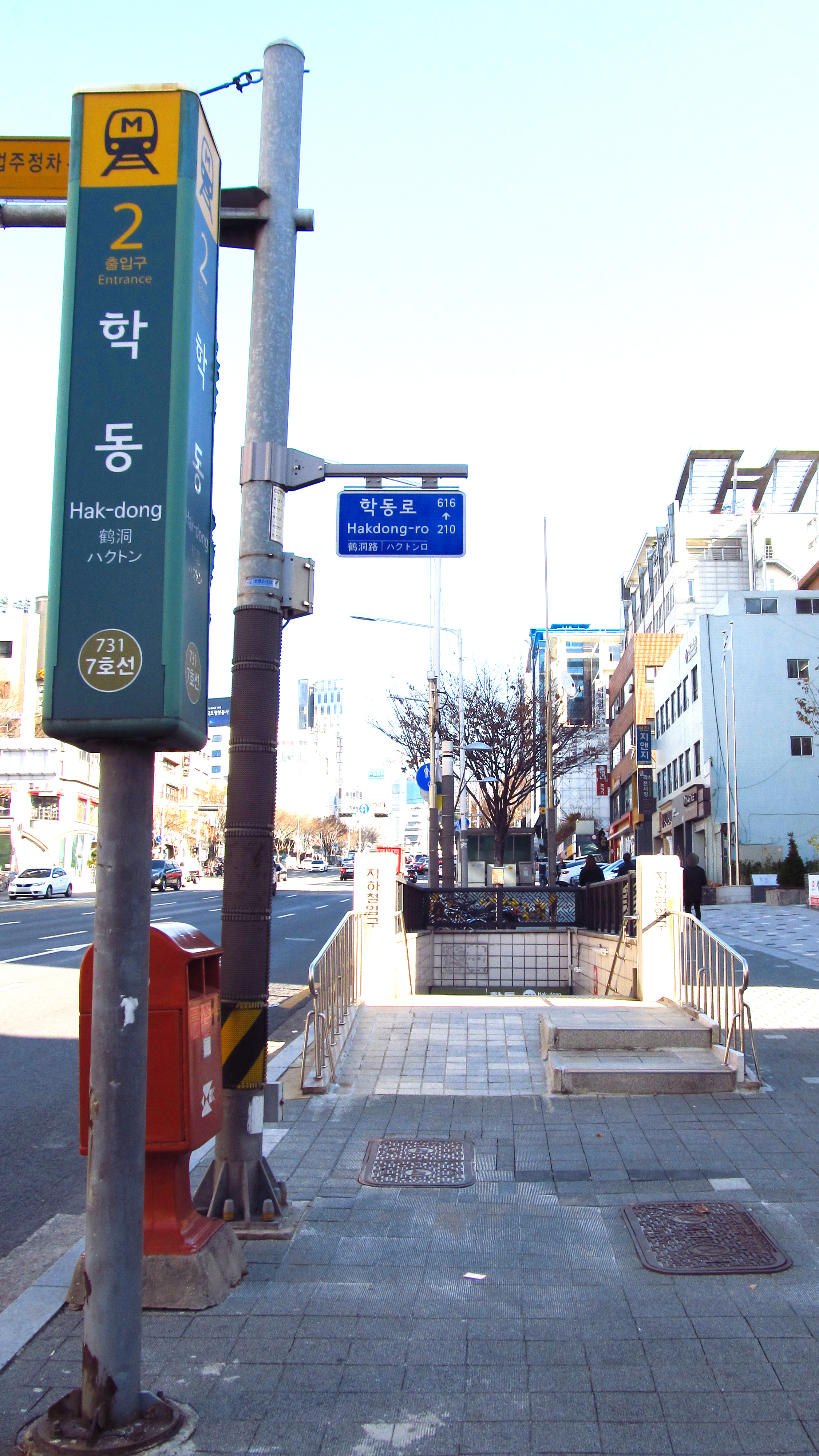
2番 出入口
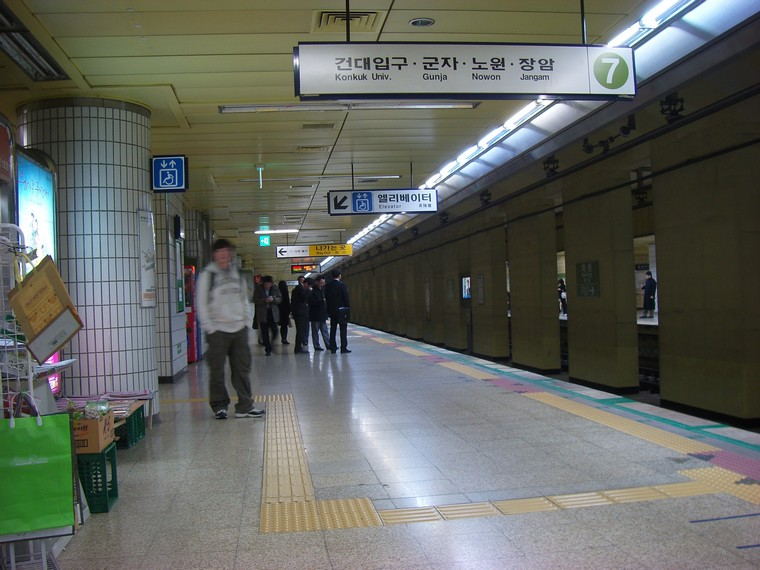
スクリーンドア設置前のホーム